# Weezer (álbum de 2001)
Weezer, también conocido como The Green Album, es el tercer álbum de estudio de la banda estadounidense Weezer. Fue lanzado el 15 de mayo de 2001. Este lanzamiento significó un renacimiento para la banda, después de casi cinco años sin grabar, tras Pinkerton (1996), que inicialmente obtuvo ventas muy bajas y malas críticas, pero más tarde ganó más popularidad y hasta mejor crítica; esto ayudó a la salida de The Green Album.
Este disco significó un gran cambio en el sonido de la banda, ya que pasó del sonido distorsionado de Pinkerton a un sonido más melódico y pop. Esto le dio un nuevo aire al grupo, buenas ventas y más popularidad a nivel mundial. Los sencillos fueron "Photograph", "Hash Pipe" y "Island in the Sun". Los dos últimos fueron los que produjeron mayor impacto, incrementaron las ventas y se convirtieron en verdaderos éxitos de la banda.
The Green Album fue también el primer lanzamiento de la banda sin Matt Sharp, bajista original, quien fue remplazado por Mikey Welsh.
En octubre de 2005, el álbum llegó a las 1 549 531 copias vendidas, además de ya haberse convertido previamente en disco platino. Y llegó al número 4 en EE. UU.

## Miembros
- Rivers Cuomo — voz principal y coros, guitarra principal
- Brian Bell — guitarra rítmica, sintetizador y coros
- Mikey Welsh — bajo y coros
- Patrick Wilson — batería

## Temas
- 1. "Don't Let Go" 2:59
- 2. "Photograph" 2:19
- 3. "Hash Pipe" 3:06
- 4. "Island in the Sun" 3:20
- 5. "Crab" 2:34
- 6. "Knock-down Drag-out" 2:08
- 7. "Smile" 2:38
- 8. "Simple Pages" 2:56
- 9. "Glorious Day" 2:40
- 10. "O Girlfriend" 2:49

Todas las canciones compuestas por Rivers Cuomo.

### Caras B
- "December (BBC Record 2001)"
- "I Do"
- "Starlight"
- "Teenage Victory Song"
- "O Lisa"
- "Always"
- "Sugar Booger"
- "Brightening Day"
- "Christmas Celebration"
- "The Christmas Song"
- "Burning Sun"
- "Everybody Go Away"
- "I Hear Bells"
- "New Joint (Demo)"
- "Cryin And Lonely (Demo)"